# Llista d'asteroides/81101–81200
| Nom     | Designació provisional | Data de descobriment | Lloc de descobriment | Descobridor/s |
| ------- | ---------------------- | -------------------- | -------------------- | ------------- |
| 81101 - | 2000 ER109             | 8 de març, 2000      | Haleakala            | NEAT          |
| 81102 - | 2000 EU110             | 8 de març, 2000      | Haleakala            | NEAT          |
| 81103 - | 2000 ES112             | 9 de març, 2000      | Socorro              | LINEAR        |
| 81104 - | 2000 EW112             | 9 de març, 2000      | Socorro              | LINEAR        |
| 81105 - | 2000 EM114             | 9 de març, 2000      | Socorro              | LINEAR        |
| 81106 - | 2000 EW115             | 10 de març, 2000     | Kitt Peak            | Spacewatch    |
| 81107 - | 2000 EY116             | 10 de març, 2000     | Socorro              | LINEAR        |
| 81108 - | 2000 EG118             | 11 de març, 2000     | Anderson Mesa        | LONEOS        |
| 81109 - | 2000 EN120             | 11 de març, 2000     | Anderson Mesa        | LONEOS        |
| 81110 - | 2000 ET120             | 11 de març, 2000     | Anderson Mesa        | LONEOS        |
| 81111 - | 2000 EM121             | 11 de març, 2000     | Anderson Mesa        | LONEOS        |
| 81112 - | 2000 EQ123             | 11 de març, 2000     | Anderson Mesa        | LONEOS        |
| 81113 - | 2000 EU123             | 11 de març, 2000     | Anderson Mesa        | LONEOS        |
| 81114 - | 2000 EV123             | 11 de març, 2000     | Anderson Mesa        | LONEOS        |
| 81115 - | 2000 EX123             | 11 de març, 2000     | Anderson Mesa        | LONEOS        |
| 81116 - | 2000 EY123             | 11 de març, 2000     | Anderson Mesa        | LONEOS        |
| 81117 - | 2000 EL124             | 11 de març, 2000     | Anderson Mesa        | LONEOS        |
| 81118 - | 2000 EP125             | 11 de març, 2000     | Anderson Mesa        | LONEOS        |
| 81119 - | 2000 EW125             | 11 de març, 2000     | Anderson Mesa        | LONEOS        |
| 81120 - | 2000 ED126             | 11 de març, 2000     | Anderson Mesa        | LONEOS        |
| 81121 - | 2000 ET126             | 11 de març, 2000     | Anderson Mesa        | LONEOS        |
| 81122 - | 2000 EZ126             | 11 de març, 2000     | Anderson Mesa        | LONEOS        |
| 81123 - | 2000 EA128             | 11 de març, 2000     | Anderson Mesa        | LONEOS        |
| 81124 - | 2000 EB129             | 11 de març, 2000     | Anderson Mesa        | LONEOS        |
| 81125 - | 2000 EJ129             | 11 de març, 2000     | Anderson Mesa        | LONEOS        |
| 81126 - | 2000 EQ129             | 11 de març, 2000     | Anderson Mesa        | LONEOS        |
| 81127 - | 2000 EW129             | 11 de març, 2000     | Anderson Mesa        | LONEOS        |
| 81128 - | 2000 EB131             | 11 de març, 2000     | Anderson Mesa        | LONEOS        |
| 81129 - | 2000 ED131             | 11 de març, 2000     | Anderson Mesa        | LONEOS        |
| 81130 - | 2000 EJ131             | 11 de març, 2000     | Socorro              | LINEAR        |
| 81131 - | 2000 EW131             | 11 de març, 2000     | Anderson Mesa        | LONEOS        |
| 81132 - | 2000 EU133             | 11 de març, 2000     | Anderson Mesa        | LONEOS        |
| 81133 - | 2000 EA134             | 11 de març, 2000     | Anderson Mesa        | LONEOS        |
| 81134 - | 2000 ED134             | 11 de març, 2000     | Anderson Mesa        | LONEOS        |
| 81135 - | 2000 EG134             | 11 de març, 2000     | Anderson Mesa        | LONEOS        |
| 81136 - | 2000 EK134             | 11 de març, 2000     | Anderson Mesa        | LONEOS        |
| 81137 - | 2000 EX135             | 11 de març, 2000     | Anderson Mesa        | LONEOS        |
| 81138 - | 2000 ED136             | 11 de març, 2000     | Socorro              | LINEAR        |
| 81139 - | 2000 EE136             | 11 de març, 2000     | Socorro              | LINEAR        |
| 81140 - | 2000 EX136             | 12 de març, 2000     | Socorro              | LINEAR        |
| 81141 - | 2000 EP137             | 7 de març, 2000      | Socorro              | LINEAR        |
| 81142 - | 2000 ES138             | 11 de març, 2000     | Catalina             | CSS           |
| 81143 - | 2000 ES139             | 12 de març, 2000     | Catalina             | CSS           |
| 81144 - | 2000 EX139             | 12 de març, 2000     | Catalina             | CSS           |
| 81145 - | 2000 EN141             | 2 de març, 2000      | Catalina             | CSS           |
| 81146 - | 2000 EW142             | 3 de març, 2000      | Catalina             | CSS           |
| 81147 - | 2000 EF145             | 3 de març, 2000      | Catalina             | CSS           |
| 81148 - | 2000 EN145             | 3 de març, 2000      | Catalina             | CSS           |
| 81149 - | 2000 ED146             | 4 de març, 2000      | Socorro              | LINEAR        |
| 81150 - | 2000 EO146             | 4 de març, 2000      | Socorro              | LINEAR        |
| 81151 - | 2000 EV146             | 4 de març, 2000      | Socorro              | LINEAR        |
| 81152 - | 2000 EY148             | 4 de març, 2000      | Catalina             | CSS           |
| 81153 - | 2000 ES150             | 5 de març, 2000      | Haleakala            | NEAT          |
| 81154 - | 2000 EC152             | 6 de març, 2000      | Haleakala            | NEAT          |
| 81155 - | 2000 EL152             | 6 de març, 2000      | Haleakala            | NEAT          |
| 81156 - | 2000 ES152             | 6 de març, 2000      | Haleakala            | NEAT          |
| 81157 - | 2000 EA153             | 6 de març, 2000      | Haleakala            | NEAT          |
| 81158 - | 2000 EE154             | 6 de març, 2000      | Haleakala            | NEAT          |
| 81159 - | 2000 EF154             | 6 de març, 2000      | Haleakala            | NEAT          |
| 81160 - | 2000 EU154             | 6 de març, 2000      | Haleakala            | NEAT          |
| 81161 - | 2000 ES156             | 10 de març, 2000     | Socorro              | LINEAR        |
| 81162 - | 2000 EK158             | 12 de març, 2000     | Anderson Mesa        | LONEOS        |
| 81163 - | 2000 ER158             | 12 de març, 2000     | Anderson Mesa        | LONEOS        |
| 81164 - | 2000 ED159             | 3 de març, 2000      | Socorro              | LINEAR        |
| 81165 - | 2000 EY159             | 3 de març, 2000      | Socorro              | LINEAR        |
| 81166 - | 2000 ES160             | 3 de març, 2000      | Socorro              | LINEAR        |
| 81167 - | 2000 EH164             | 3 de març, 2000      | Socorro              | LINEAR        |
| 81168 - | 2000 ED165             | 3 de març, 2000      | Socorro              | LINEAR        |
| 81169 - | 2000 EL165             | 3 de març, 2000      | Socorro              | LINEAR        |
| 81170 - | 2000 ES165             | 3 de març, 2000      | Socorro              | LINEAR        |
| 81171 - | 2000 EE166             | 3 de març, 2000      | Socorro              | LINEAR        |
| 81172 - | 2000 EQ166             | 4 de març, 2000      | Socorro              | LINEAR        |
| 81173 - | 2000 EY167             | 4 de març, 2000      | Socorro              | LINEAR        |
| 81174 - | 2000 EO170             | 5 de març, 2000      | Socorro              | LINEAR        |
| 81175 - | 2000 ER170             | 5 de març, 2000      | Socorro              | LINEAR        |
| 81176 - | 2000 EO171             | 5 de març, 2000      | Socorro              | LINEAR        |
| 81177 - | 2000 EJ173             | 4 de març, 2000      | Socorro              | LINEAR        |
| 81178 - | 2000 EB175             | 2 de març, 2000      | Catalina             | CSS           |
| 81179 - | 2000 EL179             | 4 de març, 2000      | Socorro              | LINEAR        |
| 81180 - | 2000 EJ180             | 4 de març, 2000      | Socorro              | LINEAR        |
| 81181 - | 2000 EH182             | 4 de març, 2000      | Socorro              | LINEAR        |
| 81182 - | 2000 EW183             | 5 de març, 2000      | Socorro              | LINEAR        |
| 81183 - | 2000 EX183             | 5 de març, 2000      | Socorro              | LINEAR        |
| 81184 - | 2000 EK186             | 2 de març, 2000      | Kitt Peak            | Spacewatch    |
| 81185 - | 2000 EM186             | 2 de març, 2000      | Catalina             | CSS           |
| 81186 - | 2000 ED189             | 3 de març, 2000      | Socorro              | LINEAR        |
| 81187 - | 2000 EL190             | 3 de març, 2000      | Socorro              | LINEAR        |
| 81188 - | 2000 EB193             | 3 de març, 2000      | Socorro              | LINEAR        |
| 81189 - | 2000 EE193             | 3 de març, 2000      | Socorro              | LINEAR        |
| 81190 - | 2000 EY193             | 3 de març, 2000      | Socorro              | LINEAR        |
| 81191 - | 2000 EJ194             | 3 de març, 2000      | Socorro              | LINEAR        |
| 81192 - | 2000 EX195             | 3 de març, 2000      | Socorro              | LINEAR        |
| 81193 - | 2000 EW197             | 1 de març, 2000      | Catalina             | CSS           |
| 81194 - | 2000 EF198             | 1 de març, 2000      | Catalina             | CSS           |
| 81195 - | 2000 EN198             | 1 de març, 2000      | Catalina             | CSS           |
| 81196 - | 2000 FT1               | 25 de març, 2000     | Kitt Peak            | Spacewatch    |
| 81197 - | 2000 FQ2               | 26 de març, 2000     | Kitt Peak            | Spacewatch    |
| 81198 - | 2000 FS4               | 27 de març, 2000     | Kitt Peak            | Spacewatch    |
| 81199 - | 2000 FK5               | 25 de març, 2000     | Kitt Peak            | Spacewatch    |
| 81200 - | 2000 FP5               | 25 de març, 2000     | Kitt Peak            | Spacewatch    |